# Surfside Beach (Teksas)
Surfside Beach je grad u američkoj saveznoj državi Teksas. Prema popisu stanovništva iz 2010. u njemu je živjelo 482 stanovnika.